# Juan Pablo Di Pace
Juan Pablo Di Pace, född 25 juli 1979 i Buenos Aires, är en argentinsk skådespelare, sångare och regissör. Han började sin karriär i Storbritannien där han medverkade i musikaler och filmer som Survival Island och Mamma Mia!. Han flyttade senare till Spanien där han medverkade i några TV-serier mellan 2009 och 2013.
2014 medverkade han i dramaserien Dallas i rollen som Nicolas Treviño. Från 2016 till 2020 medverkade han i Netflixserien Huset fullt – igen, uppföljaren till Huset fullt, i rollen som Fernando.